# Latschenköpfel
Das Latschenköpfel 1509 m ü. NHN ist eine Gratgipfel im Westgrat des Labermassivs in den Ammergauer Alpen.
Über den Kamm verläuft die Gemeindegrenze zwischen Oberammergau und Ettal. Der felsige höchste Punkt ist nur weglos erreichbar.